# Jakub Wujek
Pour les articles homonymes, voir Wujek.
 (novembre 2023).
Si vous disposez d'ouvrages ou d'articles de référence ou si vous connaissez des sites web de qualité traitant du thème abordé ici, merci de compléter l'article en donnant les références utiles à sa vérifiabilité et en les liant à la section « Notes et références ».
Jakub Wujek, né en 1541 à Wągrowiec (Pologne) et décédé le 27 juillet 1597 à Cracovie (Pologne) est un prêtre jésuite polonais, écrivain et bibliste. Il est surtout connu pour sa traduction de la Bible en polonais - la 'Bible de Wujek' - , une œuvre qui fait autorité jusqu’au milieu du XXe siècle.

## Biographie

### Formation et études
Wujek fait ses études primaires auprès des moines cisterciens de Wągrowiec En 1555 il se rend en Silésie pour y étudier, probablement à Wroclaw. Le 26 avril 1558 il s’inscrit à l’Académie de Cracovie où il reçoit en juin 1559 son diplôme de baccalauréat en littérature. Les trois années suivantes (1559-1562) il les passe comme précepteur à l’école du palais épiscopal de Jakub Uchański (pl), évêque de Wloclawek y enseignant latin, grec et allemand.
En 1562, à la demande de l'évêque, il accompagne deux de ses neveux qui vont étudier au Collège jésuite de Vienne (de) (Autriche). Tout en étant leur tuteur Wujek étudie la philosophie et obtient des jésuites un diplôme de maître ès arts (1564). De retour dans sa patrie Wujek est fait chanoine (1565) et devient secrétaire d’Uchański, devenu dans l’entretemps archevêque de Gniezno et primat de Pologne.

### Enseignement et gouvernement
En mai 1565, Wujek se rend à Rome, pour y demander son admission dans la Compagnie de Jésus. Il commence son noviciat le 25 juillet 1565. Dès décembre de la même année il se met à l’étude de la théologie et l’hébreu au Collège romain.
De retour en Pologne en septembre 1567 il est envoyé comme enseignant à Pułtusk, où il est ordonné prêtre en octobre ou novembre 1568. Il se fait bientôt un nom comme excellent prédicateur dans l’église du collège. Le 22 décembre 1570 il reçoit son doctorat en théologie.
Nommé recteur à Poznań en 1571 – peu après avoir fait sa profession religieuse définitive (12 juillet 1571) -  il le reste jusqu’en 1578. Son mandat terminé il est recteur du collège de Vilnius où il ne reste qu’un an (1578-1579) avant d’être transféré, toujours comme recteur, à Kolozsvár en Transylvanie (aujourd’hui Cluj-Napoca en Roumanie). Il est également, pour de brèves périodes, vice-provincial de Pologne, et par deux fois vice-provincial de Transylvanie.

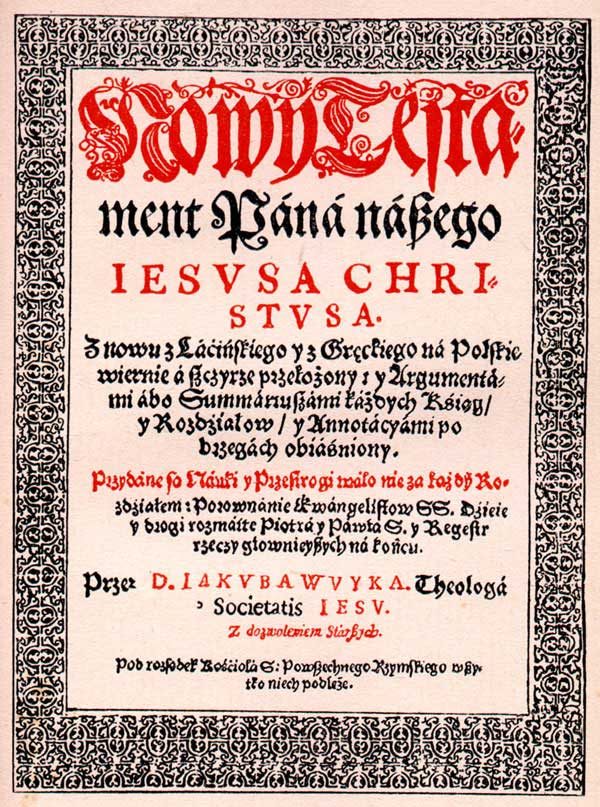
Page de titre de la première édition de la traduction du Nouveau Testament par Wujek

### Écrivain et bibliste
Outre son talent comme prédicateur et théologien, Wujek est un brillant enseignant de la prose polonaise et l'une des figures de proue de la Réforme catholique en Pologne. Il publie (1570) une traduction du catéchisme de Canisius et écrit plusieurs traités de controverse. Une collection de ses sermons – Postylla katoliczna –, remarquable pour leur profondeur théologique et leur style magistral, supplante bientôt sur le marché les œuvres protestantes similaires qui circulaient en Pologne, en particulier celle de Mikoklaj Rej. La Postylla mniejsza (‘Postylla minor’) de Wujek est traduite en tchèque et lituanien.
En 1584, Wujek est chargé par le primat de Pologne, Stanisław Karnkowski et son ordre religieux de traduire la Bible en polonais; le travail lui prendra 12 ans. L'oeuvre est de bon niveau critique : il fonde sa traduction sur une édition récente de la Vulgate - la 'Sixto-Clémentine' de 1592 - mais prend en compte les textes originaux hébreu et grec, comme les traductions faites dans d’autres langues modernes. Les premières sections publiées sont le livre des Psaumes et le Nouveau Testament. Pour améliorer la beauté du style Wujek prend parfois des libertés avec le sens littéral du texte biblique... Ce qui entraîne des réactions négatives de la part de collègues jésuites. Des plaintes arrivent au Supérieur général à Rome, Claudio Acquaviva, qui nomme une commission, dirigée par Stanislaw Grodzicki, en vue d'examiner et éventuellement réviser la traduction de Wujek. En plusieurs endroits une traduction plus littérale est introduite, mais cela se fait au détriment de la beauté stylistique. La Bible, imprimée à Cracovie, sort de presse en 1599, deux ans après la mort de Wujek.
Malgré les révisions faites et les changements introduits dans le texte la traduction de Wujek est la meilleure faite au XVIe siècle. Elle est fidèle aux sources originales, contient de nombreuses notes et son style est fluide et bien adapté à une lecture publique. Cette traduction circule encore dans le grand public, avec seulement quelques modifications mineures faites pour l’adapter à la langue polonaise moderne. La ‘’Bible de Wujek’ a eu une influence notable sur le développement historique de la langue et littérature polonaise, comme le sera plus tard la Bible du roi Jacques pour la langue anglaise. Wujek est considéré comme un des piliers de l’Église catholique polonaise au XVIe siècle à l’instar du cardinal Stanislaw Hozjusz (Stanislas Hosius).
Jakub Wujek meurt à Cracovie le 27 juillet 1597, deux ans avant que son magnum opus ne sorte de presse.

## Œuvres principales
- Postilla catholica, to jest kazania na kożdą niedzielę i na kożde święto przez cały rok (3 vol.), Cracovie, 1573-1575.
- Postille mniejszej część pierwsza ozimia, to jest krótkie kazania albo wykłady Ewangeliej na każdą niedzielę i na każde święto (2 vol.), Poznań, 1579-1580.
- Prawdziwa sprawa o rozmowie albo disputaciej…, Poznań, 1580.
- De transsubstantiatione deisceptatio theologica, Poznań, 1589.
- O bóstwie Syna Bożego i Ducha Świętego..., Cracovie, 1590.
- Nowy Testament Pana naszego Jezusa Christusa, Cracovie, 1593.
- Psałterz Dawidów', Cracovie, 1594.
- Biblia to iest Księgi Starego y Nowego Testamentv, Cracovie, 1599 (posthume).

## Source
- J. Paszenda : article Wujek, Jakub, dans Diccionario historico de la Compañia de Jesús, vol.IV, Rome, IHSI, 2001, p.4052.